# Zilver-groene tangare
De zilver-groene tangare (Chlorochrysa phoenicotis) is een zangvogel uit de familie Thraupidae (tangaren).

## Verspreiding en leefgebied
Deze soort komt voor in westelijk Colombia en westelijk Ecuador.